# NGC 4536
NGC 4536 is een balkspiraalstelsel in het sterrenbeeld Maagd. Het hemelobject werd op 24 januari 1784 ontdekt door de Duits-Britse astronoom William Herschel.

## Synoniemen
- UGC 7732
- MCG 0-32-23
- ZWG 14.68
- VCC 1562
- UM 506
- IRAS12318+0227
- PGC 41823